# Idiolecto
El idiolecto (del griego: idio- (ἴδιο) , 'propio' + - leksis (λέξις) , 'lenguaje') es la forma de hablar característica de cada persona (cuando la expresión es por escrito, se denomina estilo). Se manifiesta en una selección particular del léxico, de la gramática y también en palabras, frases y giros peculiares, así como en variantes de la entonación y la pronunciación. Los idiolectos cumplen la función de hacer compatible la necesidad de comunicarse con los demás, con la necesidad de que cada persona pueda expresar su forma particular de ser y de pensar, sus gustos y sus necesidades. Cada ser humano posee un idiolecto, o varios (si es bilingüe, trilingüe, etcétera). Un idiolecto siempre tiene, como mínimo, zonas de contacto con un ecolecto, un sociolecto, un dialecto y un idioma.

## Su situación en semiótica
Si se aplica el análisis semiótico estructuralista "clásico", un idiolecto es, ya desde los planteamientos de Ferdinand de Saussure, un acto que corresponde al habla, es decir, una puesta en acto, en práctica, del más normativo, común y estandarizado eje de la lengua.
Se supone que un idiolecto refleja las características individuales del sujeto. Se llega a decir que es el uso "propio y particular" que cada cual hace de la lengua. Sin embargo, el sujeto con "su" idiolecto está fuertemente (con frecuencia de modo inconsciente) condicionado por su entorno familiar (en particular, por sus padres), social y cultural, y también por la situación (por ejemplo, de salud) en la que se encuentre.
Una persona no hablará de la misma forma, por ejemplo, con un niño pequeño, que con un adulto a quien trate de usted, pero como esto es algo común a todos los hablantes, se considera que son diferentes registros o variedades situacionales. Tampoco será exactamente constante el idiolecto de un sujeto según su estado emotivo, como cualquier otra forma de expresión personal. Un idiolecto, por muy peculiar que sea, se encuentra constreñido por las circunstancias y su devenir. La adquisición de nuevas experiencias –obviamente– suele influir sobre los idiolectos, o más concretamente sobre la idiología, resignificaciones cuyo "código" es entendido casi siempre solo por los hablantes de tal o cual ecolecto, que de este modo pueden llegar a entender rápidamente sus respectivos idiolectos.
Por otra parte, un idiolecto suele estar influido por otras variedades del lenguaje, por ejemplo, el sociolecto y el cronolecto del hablante.
En cuanto a la ya señalada relación idiolecto-ecolecto, ésta suele ser intensa: dos o más personas relacionadas íntimamente (pareja, amigos, etc.) suelen compartir muchos de sus rasgos idiolectales (se "contagian" entonaciones, por ejemplo). Este fenómeno puede obedecer a factores totalmente inconscientes o a una intencionada búsqueda de identificación, incluso utilizando una especie de jerga. En tal sentido, muchas veces los ideolectos y los ecolectos implican el uso de neologismos o de resignificaciones de palabras normativas.
Los idiolectos, ecolectos, sociolectos, etc. suelen tener más elementos iguales o muy semejantes que diferencias con la lengua común, por lo que normalmente pueden ser entendidos por cualquier hablante del mismo idioma sin dificultad, con la única condición de que no se trate de una palabra o frase solamente, sino de un discurso que permita establecer un contexto.